# Złoty Kodeks z Echternach

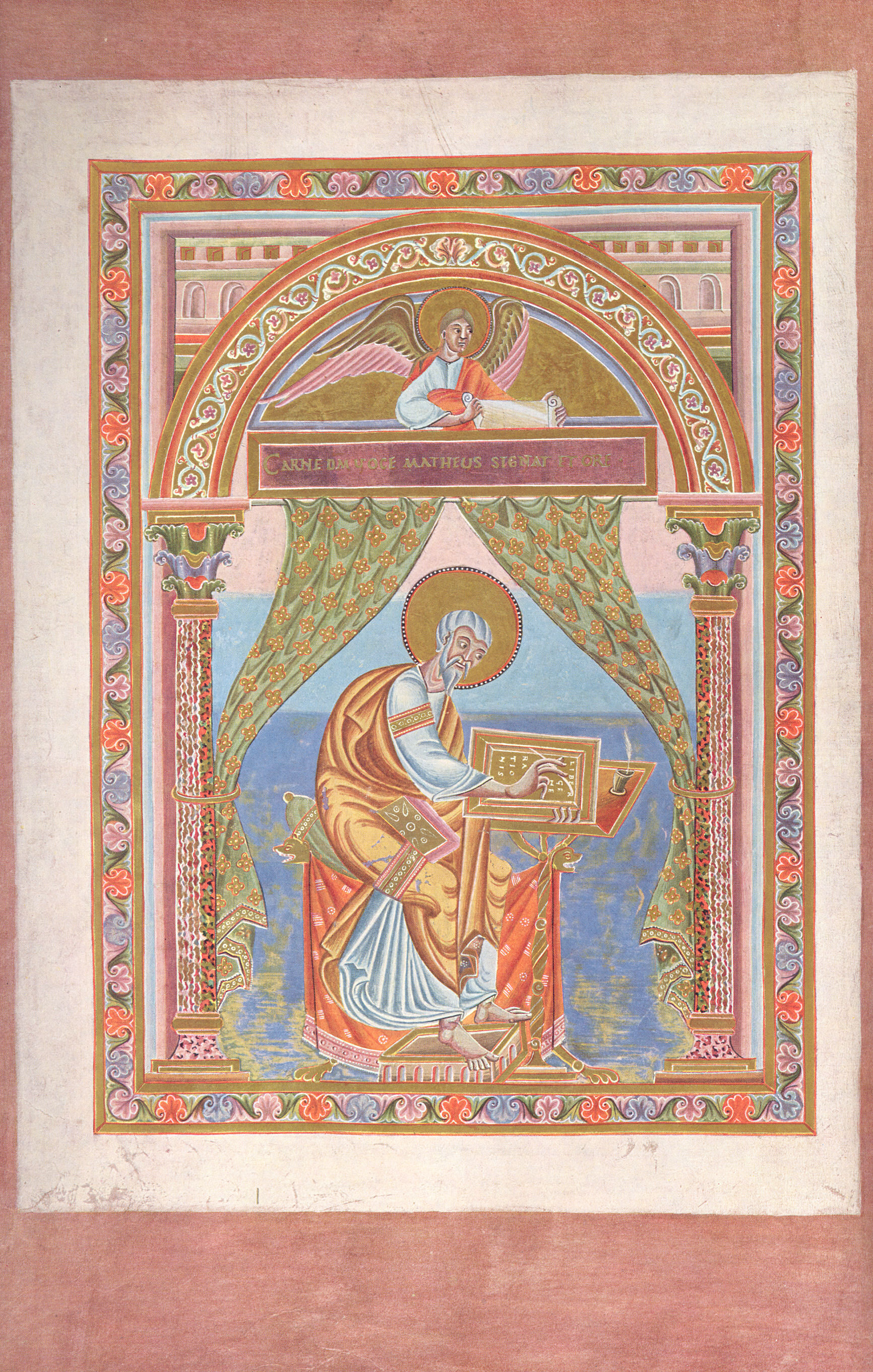
Ewangelista Mateusz

Złoty Kodeks z Echternach (łac.: Codex aureus Epternacensis) – ewangeliarz powstały w latach 1030–1050 w benedyktyńskim opactwie Echternach. Obecnie przechowywany w Niemieckim Muzeum Narodowym (niem. Germanisches Nationalmuseum) w Norymberdze. Ma sygnaturę Hs. 156 142.

## Opis zabytku
Kodeks został spisany na pergaminie i składa się ze 136 kart o wymiarach 445 x 310 mm. Zawiera cztery ewangelie po łacinie. Tekst został napisały złotą minuskułą. Zabytek powstał zapewne na zamówienie opata Humberta z Echternach (ur. 1028; zm. 1051).
Oprawa księgi powstała prawdopodobnie w latach 985-991 w Trewirze w warsztacie pracującym dla arcybiskupa Egberta jako fundacja cesarzowej Teofano i jej syna cesarza Ottona III. Zachowała się ona do dziś bez zamknięcia. Wkrótce po poświęceniu klasztoru w Echternach (19 października 1031) została połączona z pergaminowymi kartami.

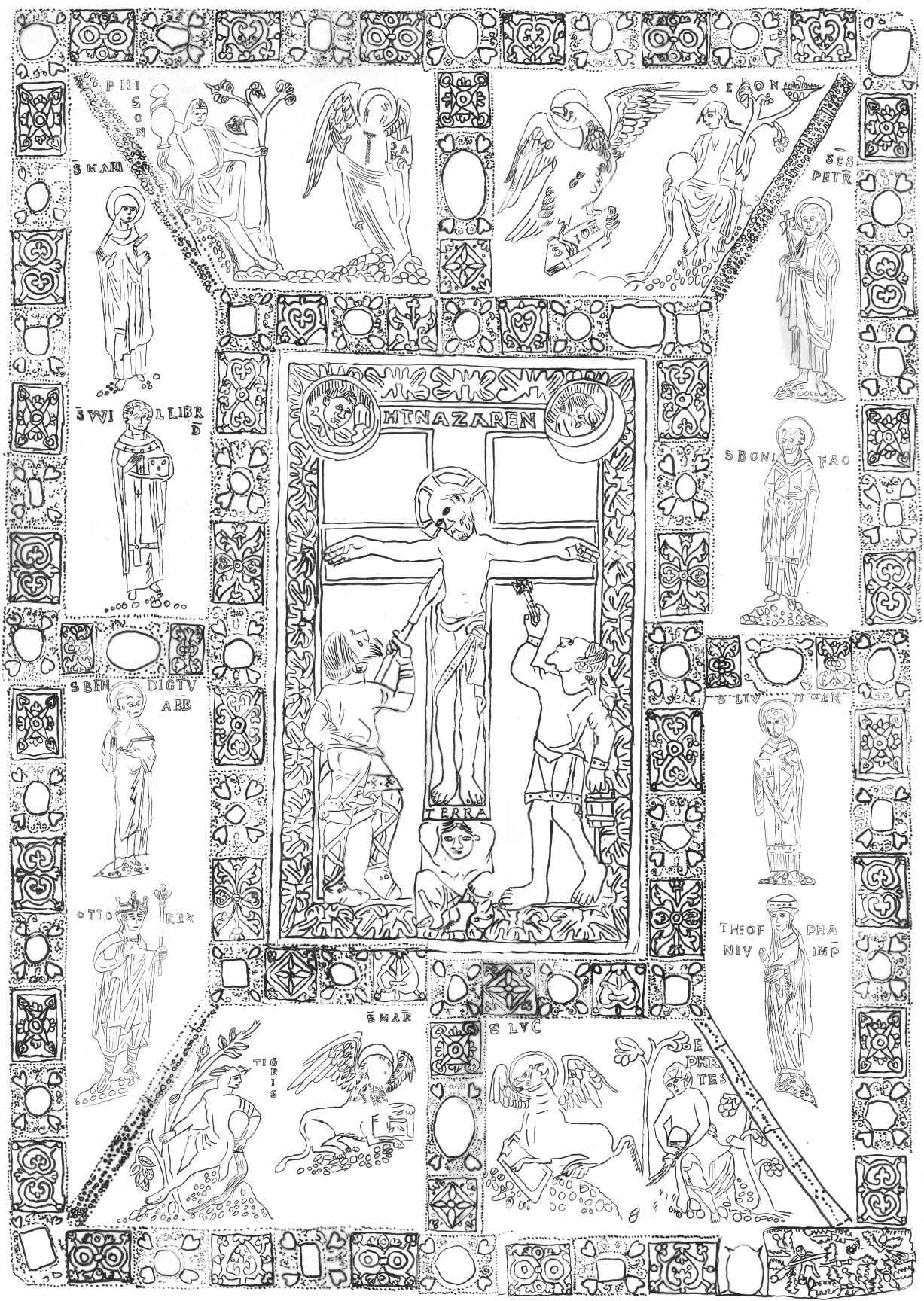
Oprawa (rysunek)

Przednia część oprawy jest zdobiona kamieniami szlachetnymi, perłami, płytkami emalii, reliefami ze złota, a w środku płytką z kości słoniowej. Złote reliefy zawierają personifikacje rajskich rzek z przypisanymi im symbolami ewangelistów; przedstawione są także Matka Boska, św. Piotr; założyciel patron opactwa Echternach św. Wilibrord (pochowany w klasztorze), jego uczeń św. Bonifacy, założyciel benedyktynów św. Benedykt z Nursji i misjonarz Liudger. Na złotych reliefach są również wyobrażeni fundatorzy: cesarzowa Teofano i Otton III. W centrum na płytce z kości słoniowej o wymiarach 19,2 x 11,8 mm znajduje się przedstawienie Ukrzyżowania z Longinusem. Ta część księgi powstała zapewne w latach 985-987.
Grzbiet i tylna część oprawy są pokryte jedwabiem. Na grzbiecie ma on kolor zielony, z tyłu był niegdyś czerwony (obecnie wyblakły). Na tylnej części są także miedziane okucia. Oprawa miała niegdyś dwa srebrne zamknięcia, z których tylko jedno się zachowało.
W 1955 r. oprawę oddzielono od rękopisu, który otrzymał sygnaturę KG 1138. W latach 1962–1963 pergamin ponownie umieszczono w oprawie drewnianej pokrytej kozią skórą, która jest zamykana na dwa zamki.

## Zawartość rękopisu
Rękopis zawiera 60 iluminowanych stron, 16 całostronicowych miniatur, 4 przedstawienia ewangelistów, 10 stron z kanonem, 9 całostronicowych, 16 półstronicowych i 503 małe inicjały.

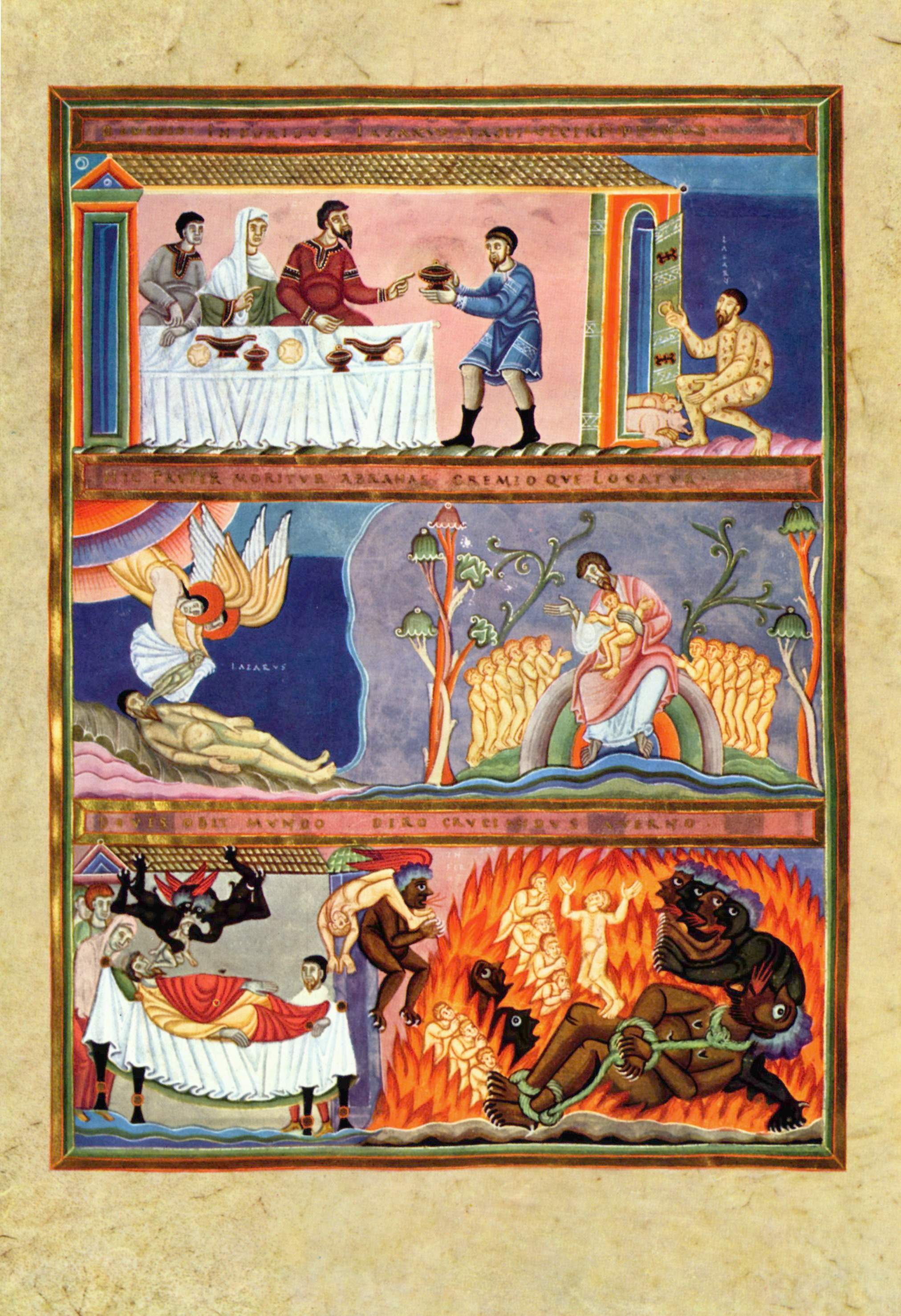
Bogacz i Łazarz
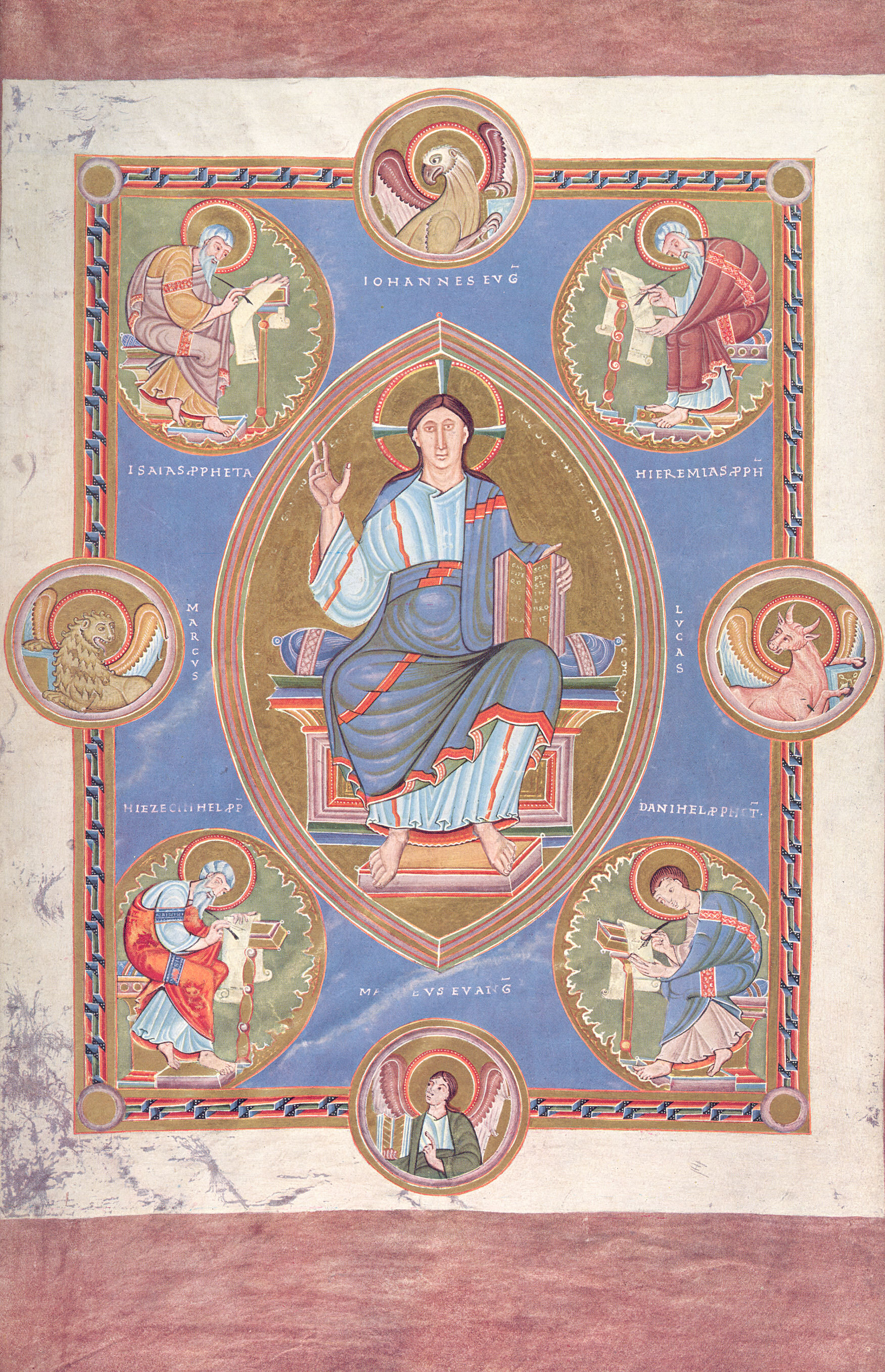
Chrystus w mandorli i czterej ewangeliści
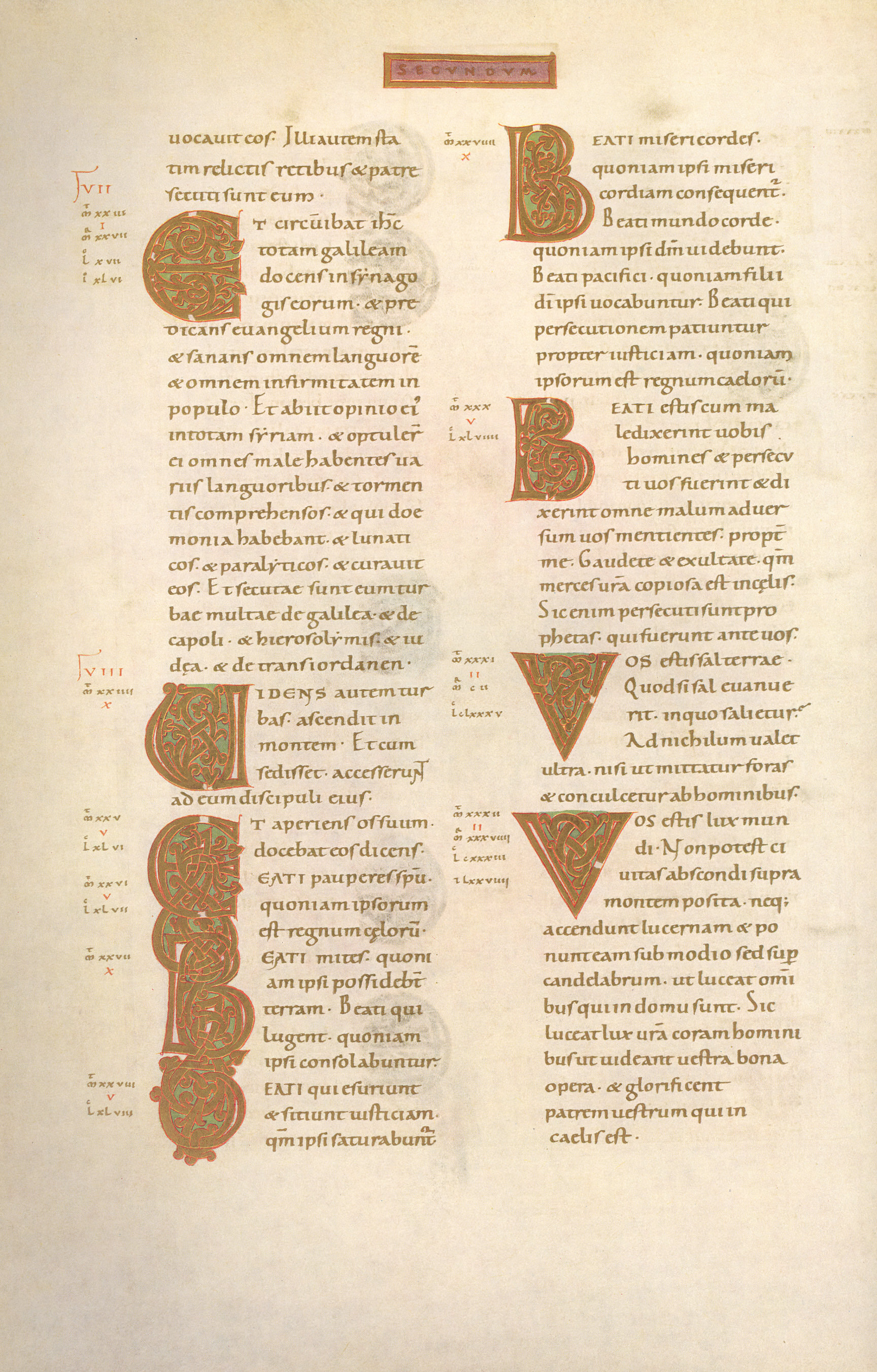
Stronica z tekstem

## Dzieje rękopisu
Kodeks znajdował się w klasztorze Echternach aż do jego likwidacji w latach 1795–1796. Następnie księga poprzez Moguncję przybyła do Erfurtu. W 1801 r. kupił ją książę Ernest II Sachsen-Gotha-Altenburg i włączył do biblioteki na zamku Friedenstein. W 1928 kodeks stał się własnością fundacji Herzog von Sachsen-Coburg-Gotha'sche Stiftung für Kunst und Wissenschaft. W 1945 został wywieziony przez rodzinę książęcą do zamku Gotha. W maju 1955 r. został zakupiony przez Germanisches Nationalmuseum za 1,5 miliona marek.

## Faksymile
- Rainer Kahsnitz (Hg.): Das Goldene Evangelienbuch von Echternach. Faksimile-Ausgabe der Handschrift 156142 aus dem Germanischen Nationalmuseum Nürnberg, 2 Bände, Frankfurt am Main und Stuttgart 1982

## Literatura
- Katharina Bierbrauer: Codex Aureus Epternacensis, in: Lexikon des Mittelalters, Band 2, München 2003, Spalte 2200-2201 ISBN 3-423-59057-2
- Hardo Hilg: Die Handschriften des Germanischen Nationalmuseums, Nürnberg. Die lateinischen mittelalterlichen Handschriften: Teil 2. Hs 22922-198390, Anhang, Wiesbaden 1986, Seiten 123-126 ISBN 3-447-02600-6
- Rainer Kahsnitz; Ursula Mende; Elisabeth Rücker (Hgg.): Das goldene Evangelienbuch von Echternach: eine Prunkhandschrift des 11. Jahrhunderts; [anlässlich der Ausstellung Codex Aureus Epternacensis, das goldene Evangelienbuch von Echternach, eine mittelalterliche Handschrift und ihr Faksimile im Theodor-Heuss-Bau des Germanischen Nationalmuseums Nürnberg vom 10. Juli bis 29. August 1982], Frankfurt am Main 1982 ISBN 3-10-757813-4
- Peter Metz: Das Goldene Evangelienbuch von Echternach im Germanischen National-Museum zu Nürnberg, München 1956
- Egon Verheyen: Das goldene Evangelienbuch von Echternach, (= Bibliothek des Germanischen Nationalmuseums Nürnberg zur deutschen Kunst- und Kulturgeschichte; Band 22), München 1963
- Ingo F. Walther; Norbert Wolf: Codices illustres. Die schönsten illuminierten Handschriften der Welt. 400 bis 1600, Köln u.a. 2001 ISBN 3-8228-6023-9
- Grebe, Anja: Codex Aureus. Das goldene Evangelienbuch von Echternach. Darmstadt 2007. Offizieller Kat. zur Austellung im GNM 22.11.07-24.02.08.